# Paul Robinson (patinage artistique)
Pour les articles homonymes, voir Paul Robinson et Robinson.
Paul Robinson, né le 10 avril 1965 à Blackpool en Angleterre, est un patineur artistique britannique. Double champion de Grande-Bretagne en 1987 et 1988, il a représenté son pays lors de deux Jeux olympiques (1984 et 1988).

## Biographie

### Carrière sportive
Paul Robinson est monté sept fois sur le podium des championnats britanniques entre 1982 et 1988, dont deux fois sur la plus haute marche en 1987 et 1988.
Il représente son pays à trois championnats européens (1984 à Budapest, 1987 à Sarajevo et 1988 à Prague), trois mondiaux (1984 à Ottawa, 1987 à Cincinnati et 1988 à Budapest) et à deux Jeux olympiques d'hiver (1984 à Sarajevo et 1988 à Calgary).
Il quitte les compétitions sportives en 1988 après les championnats du monde.

## Palmarès
| Compétitions                    | 1981    | 1982    | 1983    | 1984    | 1985    | 1986    | 1987    | 1988    |  |  |  |  |  |  |
| Jeux olympiques d'hiver         |         |         |         | 18e     |         |         |         | 22e     |  |  |  |  |  |  |
| Championnats du monde           |         |         |         | 20e     |         |         | 17e     | 15e     |  |  |  |  |  |  |
| Championnats d’Europe           |         |         |         | 15e     |         |         | 11e     | 9e      |  |  |  |  |  |  |
| Championnats de Grande-Bretagne | 5e      | 3e      | 2e      | 2e      | 2e      | 2e      | 1er     | 1er     |  |  |  |  |  |  |
|                                 |         |         |         |         |         |         |         |         |  |  |  |  |  |  |
| Autres compétitions             | 1980/81 | 1981/82 | 1982/83 | 1983/84 | 1984/85 | 1985/86 | 1986/87 | 1987/88 |  |  |  |  |  |  |
| Skate Canada                    |         |         |         |         |         |         |         | 9e      |  |  |  |  |  |  |
| Trophée de France               |         |         |         |         |         |         |         | 3e      |  |  |  |  |  |  |
| Légende : F= Forfait            |         |         |         |         |         |         |         |         |  |  |  |  |  |  |